# Farkhad Kharki
Farkhad Ibragimovič Kharki (in kazako: Фархад Ибрагимұлы Харки; 20 aprile 1991) è un sollevatore kazako, vincitore della medaglia di bronzo olimpica a Rio de Janeiro 2016 nella categoria fino a 62 kg.
Nel 2013 è stato sospeso per 2 anni dopo essere risultato positivo al metenolone ad un test antidoping.

## Palmarès
- Giochi olimpici

Rio de Janeiro 2016: bronzo nei 62 kg maschili.
- Campionati asiatici

Astana 2013: argento nei 62 kg maschili;